# Landesregierung Seyß-Inquart
Die Landesregierung Seyß-Inquart war die Landesregierung des Landes Österreich im Dritten Reich von 1938 bis Inkrafttreten des Ostmarkgesetzes am 1. Mai 1939.

## Geschichte
Die Bundesregierung Seyß-Inquart (auch Anschlusskabinett) war die letzte Bundesregierung Österreichs vor dem Anschluss an Hitlerdeutschland und bestand nur vom 11. bis zum 13. März 1938.
Die Regierung fungierte aber als Landesregierung des Landes Österreich  im Dritten Reich unter der Aufsicht der Reichsregierung weiter. Geleitet wurde sie von Arthur Seyß-Inquart, der am 15. März zum Reichsstatthalter ernannt wurde. Die Landesregierung hatte unter der Aufsicht des Reichskommissars für die Wiedervereinigung Österreichs mit dem Deutschen Reich, Josef Bürckel, die Liquidation der österreichischen Zentralstellen durchzuführen. „Als Reichsstatthalter in Österreich führte Seyß-Inquart die Beschlagnahme jüdischen Eigentums durch. […] Politische Gegner der Nazis [wurden] durch die Gestapo in Konzentrationslager geschafft, misshandelt und in vielen Fällen getötet.“
Im Mai 1938 beschloss Adolf Hitler eine Vereinfachung der Landesregierung: Der Reichsstatthalter als Leiter der Landesregierung leitete nun das Innenministerium und das Ministerium für Unterricht und Kultus. Sein Vertreter als Leiter der Regierung und als Innenminister wurde Minister Hubert Klausner. Minister Hans Fischböck übernahm nun zusätzlich zum Handelsministerium das Finanzministerium. Staatssekretär Ernst Kaltenbrunner wurde mit der Leitung des gesamten Polizeiwesens beauftragt, der neue Staatssekretär Otto Wächter wurde mit der Leitung der Abteilung für innere Verwaltung betraut. Die Leitung der Abteilung Erziehung, Unterricht und Volksbildung oblag nun dem neuen Staatssekretär Friedrich Plattner. Staatssekretär Friedrich Wimmer war jetzt für die Abteilung Rechtsangleichung zuständig und Staatssekretär Kajetan Mühlmann für die Abteilung Kunst, Propaganda und Werbung.
Hitler ließ das Land Österreich per Verordnung über die Errichtung der Reichstreuhänderverwaltung im Lande Österreich vom 14. Oktober 1938 in „Ostmark“ umbenennen. Mit Inkrafttreten des Ostmarkgesetzes am 1. Mai 1939 wurde die Landesregierung aufgelöst. Die Befugnisse gingen vom Reichsstatthalter an den Reichskommissar über. Die Umsetzung dieses Gesetzes war am 31. März 1940 beendet. Gleichzeitig mit der Machtübernahme wurde Wien als Hauptstadt entmachtet: Es verlor seine metropolitane Stellung, und die Beziehungen der Länder beziehungsweise Gaue zu Wien wurden abgeschnitten; Hauptstadt war ausschließlich Berlin. Im Januar 1942 wurde der Begriff „Ostmark“, der zu sehr an die ehemalige Eigenstaatlichkeit des Landes erinnerte, durch die Bezeichnung Alpen- und Donau-Reichsgaue des Großdeutschen Reichs ersetzt.